# الحيفة (الرجم)

تعديل مصدري - تعديل

الحيفة هي إحدى قرى عزلة الجرادي بمديرية الرجم التابعة لمحافظة المحويت، بلغ تعداد سكانها 433 نسمة حسب تعداد اليمن لعام 2004.